# Río Tees
El río Tees es un corto río costero de la vertiente del mar del Norte del Reino Unido que discurre por el norte de Inglaterra. Nace en la pendiente oriental de Cross Fell, en los montes Peninos, y fluye hacia el este en un recorrido de cerca de 137 km hasta desembocar en el mar del Norte, entre las localidades de Hartlepool y Redcar. Ocupa un área de 1834 km², y no subsume importantes afluentes. El río formó los límites entre los condados históricos de Durham y Yorkshire. De alcance bajo, forma el límite entre los condados ceremoniales de Durham y North Yorkshire.
En la primera parte de su curso forma el límite entre los condados históricos de Westmorland y Durham. La cabeza del valle, cuya porción superior es conocida como Teesdale, tiene un gran desierto; las colinas, que exceden los 2500 pies (760 m) de altura en algunos puntos, consisten de páramos inhóspitos. 
Una sucesión de caídas y rápidos, donde el río atraviesa una serie difícil de rocas basálticas negras, recibe el nombre de "Cauldron Snout". Desde un punto inmediatamente inferior a su desembocadura, el Tees forma el límite entre los condados tradicionales de Durham y Yorkshire casi sin un rompimiento, aunque desde 1974 la mayoría del mismo yace enteramente en Durham. El valle se complica bajo Cauldron Snout, y aparecen árboles, en contraste con las rocas rotas donde el agua corre sobre High Force. 
El escenario se convierte en suave pero más pintoresco a medida que desciende de Middleton-in-Teesdale (Durham). Esta localidad tiene recursos de plomo y hierro. Las antiguas ciudades de Barnard Castle, Egglestone Abbey y Rokeby Hall, bien conocidas por el poema de Sir Walter Scott, desaparecieron; luego el valle comenzó a abrirse y atravesó el este y el sur de Darlington en curvas radicales. 
El curso del valle hasta aquí ha sido generalmente este-sureste, pero ahora dobla hacia el noreste y, cercano al mar, se convierte en una importante vía fluvial comercial, en cuyas orillas están los puertos de Stockton-on-Tees y Middlesbrough. Pasa a través de la Presa Tees entre Stockton-on-Tees y Middlesbrough, y es arrastrado río abajo por la marea.
Teesport está construido en una tierra ganada al mar en el lado sur del estuario del Tees, bajo Middlesbrough. Es el puerto más ocupado del país, y transporta cerca de un millón de toneladas de carga, por año.
El río Tees fue caracterizado en el programa de televisión Seven Natural Wonders como una de las maravillas del Norte.
Tras la gran industrialización y polución del Tees por la industria, los apartamentos en Seal Sands en el estuario de Tees fueron hogar de las Focas Comunes y de las Focas Grises. Por cerca de 100 años estas especies se fueron del estuario debido a la gran polución. Sin embargo, recientemente, la calidad del agua ha mejorado sustancialmente, por lo que actualmente pueden ser observadas en el estuario y en los apartamentos en Seal Sands, una vez más. El área de Seal Sands es, en la actualidad, la Reserva Natural Nacional Teesmouth. En tiempos victorianos el río fue desviado para hacerlo más recto y, de esa manera, salvar el dinero y el tiempo de los victorianos.